# Monaster Trójcy Świętej i św. Aleksandra Newskiego w Akatowie

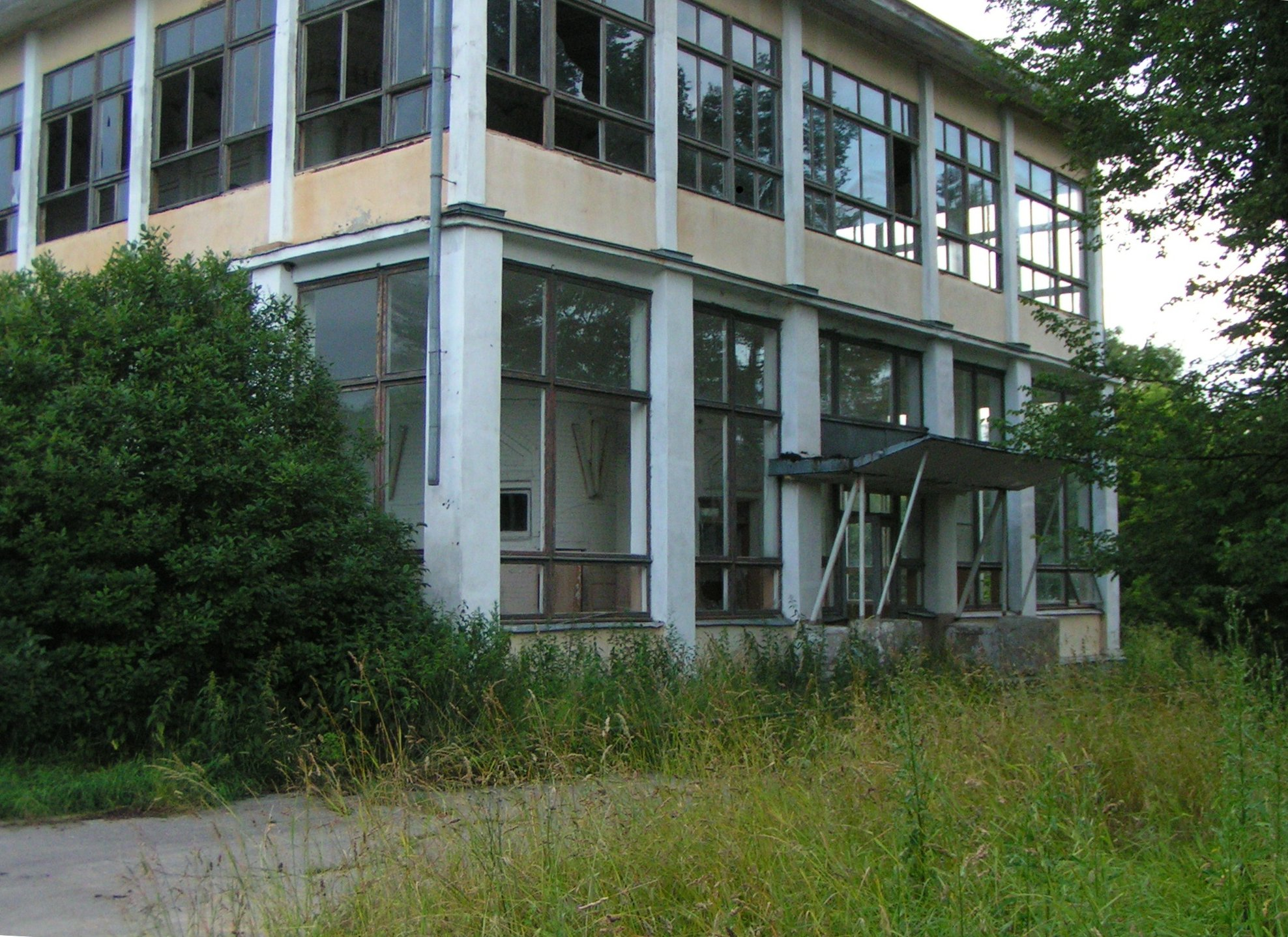
Budynek cerkwi przebudowany na stołówkę (stan z 2004)

Monaster Trójcy Świętej i św. Aleksandra Newskiego – prawosławny żeński klasztor w Akatowie, w rejonie klińskim obwodu moskiewskiego, w bezpośredniej jurysdykcji patriarchy moskiewskiego i całej Rusi (stauropigia).

## Historia
W 1890 (formalnie rok wcześniej) w Akatowie powstała żeńska wspólnota żyjąca według reguły mniszej, ufundowana przez Fiodora Zacharowa, kupca z pobliskiego Klinu. Zakupił on dla wspólnoty 268 dziesięcin ziemi, dom, gospodarstwo, spichlerz oraz młyn, poza tym dla sióstr wzniesiono cerkiew Trójcy Świętej. Zacharow planował, że we wspólnocie zamieszka dwanaście kobiet, jednak już w ciągu pierwszego roku jej funkcjonowania zebrało się ich 70. Kierowniczką wspólnoty została mniszka Eutychia z monasteru św. Aleksego w Moskwie. W roku 1892 przystąpiono do prac nad budową murowanej cerkwi św. Aleksandra Newskiego z dwoma bocznymi ołtarzami ikony Matki Bożej „Szybko Spełniająca Prośby” i św. Pantelejmona, zaprojektowanej przez A. Kamienskiego.
W 1893 kompleks monasterski otoczono murem z basztami i bramą wjazdową. Sześć lat później Świątobliwy Synod Rządzący wyraził zgodę na przemianowanie wspólnoty na żeński monaster pod wezwaniem Trójcy Świętej i św. Aleksandra Newskiego. W roku następnym w klasztorze wzniesiono drewnianą cerkiew Świętych Piotra i Eugenii, przy której działała szkoła dla chłopskich dzieci. Z kolei w 1905 wyświęcono cerkiew św. Mikołaja z bocznymi ołtarzami Świętych Tichona i Paraskiewy (wyświęcony w 1915) oraz Iwerskiej Ikony Matki Bożej. Cerkiew św. Aleksandra Newskiego, budowana od 1892, do zamknięcia monasteru po rewolucji październikowej nie została ukończona.
W 1917 w monasterze żyło 90 mniszek i posłusznic, kapelan oraz diakon. Bezpośrednio po rewolucji październikowej mniszki ogłosiły przekształcenie monasteru w komunę pracy, kierowaną przez ihumenię, co pozwoliło wspólnocie przetrwać do 1927. W kolejnych latach w budynkach klasztornych znajdowało się sanatorium, zaś od 1948 także obóz pionierów. Najstarszą monasterską cerkiew oraz cerkiew św. Mikołaja rozebrano, zaś niedokończoną cerkiew św. Aleksandra Newskiego gruntownie przebudowano, urządzając w niej stołówkę. W ostatniej dekadzie XX wieku kompleks budynków został całkowicie porzucony i niszczał.
W 2000 patriarcha moskiewski i całej Rusi Aleksy II ogłosił utworzenie patriarszego metochionu przy jedynej zachowanej cerkwi monasterskiej św. Aleksandra Newskiego. Sześć lat później ponownie utworzono przy niej żeńską wspólnotę. Odbudowano cerkiew, budynek mieszkalny dla mnichów, zrekonstruowano refektarz i mur z basztami, odbudowano szkołę, ponownie otwartą jako żeńska. We wspólnocie zgromadziło się 30 kobiet.
W 2013 wspólnota została ponownie przekształcona w żeński monaster, któremu nadano równocześnie status stauropigialnego. Pierwszą przełożoną została Antonina (Minina), dotąd kierowniczka (starsza siostra) wspólnoty.

## Związane z monasterem
Posłusznicami w monasterze w Akatowie były Katarzyna Czerkasowa, Aleksandra Djaczkowa oraz Anastazja Bobkowa. Wszystkie padły ofiarą prześladowań prawosławnych podczas wielkiego terroru i zostały kanonizowane w Soborze Świętych Nowomęczenników i Wyznawców Rosyjskich.